# Briefe aus dem Krieg
Briefe aus dem Krieg (Originaltitel: Cartas da Guerra) ist ein Filmdrama des portugiesischen Regisseurs Ivo Ferreira aus dem Jahr 2016. Der Schwarzweißfilm ist eine Adaption des Buches D'este viver aqui neste papel descripto. Cartas da guerra. (dt. Titel: Leben, auf Papier beschrieben. Briefe aus dem Krieg) des portugiesischen Schriftstellers António Lobo Antunes aus dem Jahr 2005 und basiert auf dessen Erinnerungen als Arzt im Portugiesischen Kolonialkrieg in Angola Anfang der 1970er Jahre. Er wurde in den angolanischen Provinzen Cuando Cubango und Malanje gedreht.

## Inhalt
Der junge Arzt António wird zum Militärdienst eingezogen und nach Angola abkommandiert, wo er sich 1971 in einem hart umkämpften Gebiet wiederfindet. Zurück lässt er seine schwangere Frau, mit der er sich so oft es geht Briefe schreibt. Diese Briefe, in denen sich das getrennte Paar ihre Gefühle und Sehnsüchte mitteilen, geben António Halt in seinem eintönigen Alltag in den schäbigen Militärlagern zwischen den traumatisierten Soldaten. Der raue Alltag im Guerillakrieg bietet den oft noch jungen Männern nur wenig Ablenkung von ihren Ängsten und Sehnsüchten.
Zwischen den adrenalingeladenen Augenblicken der Lebensgefahr und den wenigen Momenten der Unterhaltung verbringen die Soldaten lange Phasen der angespannten Ruhe und Langeweile, in denen sie an ihre Daheimgebliebenen, an ihre eigene Zukunft, aber auch an Sinn und Unsinn des Krieges denken. António denkt dabei vor allem an seine Frau und sein zwischenzeitlich geborenes Kind, und immer wieder liest er ihre Briefe, von ihrer sehnsuchtsvollen Stimme in seinem Kopf vorgetragen.

## Rezeption
Der Film hatte seine Premiere am 14. Februar 2016 bei der Berlinale und lief danach auf einer Reihe internationaler Filmfestivals, darunter das Sydney Film Festival, das Sarajevo Film Festival, das Internationale Filmfestival Thessaloniki, das Göteborg International Film Festival und das Festival des iberischen und lateinamerikanischen Films in Villeurbanne. Am 25. April 2016, dem Tag der Nelkenrevolution, lief er auf dem Lissabonner Independent-Filmfestival IndieLisboa. In die portugiesischen Kinos kam der Film am 1. September 2016.
Er war für eine Vielzahl Filmpreise nominiert, darunter der Europäische Filmpreis LUX 2016. In Portugal wurde er bei den Caminhos do Cinema Português 2016 und den Globos de Ouro 2017 ausgezeichnet und mit dem Filmpreis Aquila 2016 und dem portugiesischen Filmpreis Prémios Sophia 2017 in einer Reihe Kategorien ausgezeichnet.
Die Kritik nahm den Film positiv auf. Gelobt wurden die beeindruckenden schwarzweißen Aufnahmen und die passende, wirkungsvolle Musik. In dem bildgewaltigen, ruhig erzählten und gelungen inszenierten Film kontrastierten die schönen gefühlvollen Brieftexte mit dem freudlosen und mörderischen Kriegswahnsinn. Der Film berühre den Zuschauer und schaffe eine magische Atmosphäre bei seiner Beschäftigung mit diesem dunklen Kapitel der Geschichte Portugals. Er sei gleichzeitig Kriegsbericht, eine Hommage an die Kraft der Literatur, und eine berührende Liebesgeschichte.

„Bestechend inszeniertes, meditatives Schwarz-weiß-Drama mit teils traumähnlichen, teils realistischen Momentaufnahmen des Krieges, die zwischen den von einer nachdrücklich-sehnsuchtsvollen Frauenstimme vorgetragenen Briefpassagen auf atmosphärische Geräusche und elegische Musik setzen. Ein Werk von beeindruckender Kraft und tiefer, niemals bemüht erscheinender Schönheit, zudem eine Hymne an die seelenstärkende Macht der Literatur.“

„Ein mit sicherer Hand inszeniertes, wunderbar photographiertes Drama über ein dunkles Kapitel der portugiesischen Zeitgeschichte, das anhand einer Art inneren Monologs die verstörende Monotonie des Krieges verdeutlicht, dabei aber auch selbst seine Längen aufweist.“

Briefe aus dem Krieg war der portugiesische Kandidat für den besten fremdsprachigen Film zur Oscarverleihung 2017, gelangte bei der folgenden 89. Oscarverleihung jedoch nicht zur Nominierung.
2016 erschien er als DVD mit Bonus-Material bei Alambique Filmes in Portugal. Später wurde er mehrmals im Fernsehen gezeigt, auch in Deutschland (erstmals am 13. März 2019 bei arte).